# Орофтиана (Ботошани)
Орофтиана (рум. Oroftiana) насеље је у Румунији у округу Ботошани у општини Сухарау. Oпштина се налази на надморској висини од 175 m.

## Становништво
Према подацима из 2002. године у насељу је живело 1138 становника, од којих су сви румунске националности.